# A Pobra do Brollón
A Pobra do Brollón è un comune spagnolo di 2 557 abitanti situato nel sud della provincia di Lugo, nella comunità autonoma della Galizia.